# Beauvoir-de-Marc
Beauvoir-de-Marc là một xã thuộc tỉnh Isère, vùng Rhône-Alpes đông nam nước Pháp. Xã này nằm ở khu vực có độ cao từ 306-456 mét trên mực nước biển.